# Distrito de Saint-Benoît
El distrito de Saint-Benoît es un distrito (en francés arrondissement) de Francia, que se localiza en el département La Reunión (en francés Réunion), de la région La Reunión. Cuenta con 9 cantones y 6 comunas.
La capital de un departamento se llama subprefectura (sous-préfecture). Cuando un departamento contiene la prefectura (capital) del departamento, esa prefectura es la capital del distrito, y se comporta tanto como una prefectura como una subprefectura.

## División territorial

### Cantones
Los cantones del distrito de Saint-Benoît son:
1. Bras-Panon
2. La Plaine-des-Palmistes
3. Saint-André cantón primero
4. Saint-André cantón segundo
5. Saint-André cantón tercero
6. Saint-Benoît cantón primero
7. Saint-Benoît cantón segundo
8. Sainte-Rose
9. Salazie

### Comunas
| 1. Bras-Panon (97402)  | 2. La Plaine-des-Palmistes (97406) | 3. Saint-André (97409) | 4. Saint-Benoît(97410) |
| 5. Sainte-Rose (97419) | 6. Salazie (97421)                 |                        |                        |